# Капулетти и Монтекки (опера)
«Капулетти и Монтекки» (итал. I Capuleti ei Montecchi) — итальянская опера в жанре лирической трагедии (Tragedia lirica) Винченцо Беллини в двух актах и шести картинах. Автор либретто — Феличе Романи. Первое исполнение состоялось в Венеции в театре Ла Фениче 11 марта 1830 года.
Либретто оперы основано на исторических сказаниях Италии XVI века о Ромео и Джульетте. Действие происходит в Вероне в XIII веке во дворце и в окрестностях дворца Капеллио. Капулетти и Монтекки — соперничающие политические фракции, оспаривающие власть над Вероной (а не «два дома, равные в своем достоинстве», как у Шекспира). Во главе фракции гвельфов стоят Капулетти, во главе гибеллинов — Монтекки. Капеллио — отец Джульетты и предводитель Капулетти. Ромео — предводитель Монтекки. Джульетта обручена с Тебальдо, но влюблена в Ромео. Об этом известно только Лоренцо, врачу и доверенному лицу Джульетты. Ромео в бою случайно убивает сына Капеллио, брата Джульетты.

## История создания
В конце 1829 года импресарио венецианского театра Ла Фениче обратился к Беллини с предложением о постановке в театре его оперы «Пират», дебютировавшей двумя годами ранее в миланском театре Ла Скала. После начала репетиций композитор получил от него заказ на новую оперу для нового театрального сезона. У театра уже был заключен контракт с Джованни Пачини, однако в начале января 1830 года было понятно, что Пачини не возьмется за эту работу.
Первоначальное название оперы было «Джульетта Капеллио». Либретто основано на исторических сказаниях Италии XVI века о Ромео и Джульетте. Феличе Романи, один из лучших либреттистов того времени не стал писать новое либретто, а переделал уже готовое либретто, которое он написал для уже шедшей с успехом оперы «Джульетта и Ромео» (1825) Николы Ваккаи (примерно 40 % стихов либретто для оперы были написаны Феличе Романи для Ваккаи).
По контракту Беллини предоставлялось всего полтора месяца на написание музыки, «считая со дня вручения либретто». Писать приходилось по 10 часов в день. «Будет чудом, если я не заболею после всего этого» — так писал он в письме синьоре Джудитте.
Причина, по которой Беллини согласился на написание оперы в столь короткий срок, состояла в том, что он собирался использовать уже написанную им музыку для «Заиры» (тогда это было распространенной практикой среди композиторов), однако, музыка, написанная для другого текста и сюжета, никак не хотела соединяться с новыми стихами.
8 февраля 1830 года опера была завершена. Работа по её постановке, которая началась 21 февраля, не обошлась без казусов. Тенор Лоренцо Бонфильи категорически возражал против своей роли — Тебальда, — находя аргументы в том, что музыка никуда не годится. Однако именно эта роль оказалась лучшей в его музыкальной карьере, эта роль точно соответствовала его голосу.

## Роли
| Роль                                               | Тип голоса               | Артисты, исполнившие роли в премьере 11 марта 1830 |
| -------------------------------------------------- | ------------------------ | -------------------------------------------------- |
| Тебальт, сторонник Капулетти, обручен с Джульеттой | тенор                    | Lorenzo Bonfigli                                   |
| Капеллио, глава рода Капулетти, отец Джульетты     | бас                      | Gaetano Antoldi                                    |
| Лоренцо, врач, родственник Капеллио                | бас                      | Ranieri Pocchini                                   |
| Ромео, глава рода Монтекки                         | меццо-сопрано (травести) | Джудитта Гризи                                     |
| Джульетта, дочь Капеллио, влюблена в Ромео         | сопрано                  | Maria Caradori-Allan                               |

А также члены семей Капулетти и Монтекки, барышни, солдаты и оруженосцы.

## Сюжет
Место и время: у дворца Капеллио (Капулетти) в Вероне, 13 век.

### Акт 1
Сцена 1: Дворец
Капеллио и Тебальт зачитывают сторонникам уведомление об отказе на предложение мира, принесенное посланником Ромео. Тебальт заявляет, что отомстит Ромео за смерть сына Капеллио, и этим отпразднует заключение брака с Джульеттой (каватина: "È serbata a questo acciaro"). Тебальт призывает Капеллио ускорить приготовления к свадьбе. Лоренцо, врач Джульетты, возражает, что она больна лихорадкой, но Капеллио отмахивается от предупреждения и заявляет, что свадьба состоится немедленно. Тебальт провозглашает о своей любви к Джульетте ("Sì: M'Abbraccia"). Люди Капеллио уговаривают его начать приготовления, чтобы свадьба состоялась в этот же день. 
Пока мужчины говорят о свой ненависти к Монтекки, появляется Ромео, переодетый посланником Монтекки, предлагая мир, который будет гарантирован браком Ромео и Джульетты. Он объясняет, что Ромео сожалеет о смерти сына Капеллио (каватина: "Ascolta: Se Romeo t'uccise un figlio"), и предлагает заменить его в качестве второго сына для старика. Капеллио заявляет, что это место уже занимает Тебальт, и, вместе со всеми своими людьми, отказывается от идеи о мире, мужчины кричат: Война! Война! Ромео принимает их вызов (кабалетта: La tremenda ultrice spada).
Сцена 2: комната Джульетты
Джульетта входит, заявляя о своем разочаровании от всех, происходящих вокруг нее, приготовлений к свадьбе (каватина: "Oh! quante volte"). 
Входит Лоренцо и говорит, что он привел Ромео через тайную дверь. Когда Ромео входит, он пытается уговорить Джульетту бежать с ним (дуэт: "Sì, fuggire: a noi non resta"). Он взывает к ней: "Что для тебя сильнее любви?", но она настаивает во имя долга, закона и чести, что она предпочтет умереть от разбитого сердца. Ромео безумен ("Ah crudel, d'onor ragioni"). Затем, в tempo di mezzo, в котором они выражают свои противоречивые эмоции, ситуация становится все более и более невозможной для них обоих.
Слышны звуки свадебных приготовлений, Джульетта призывает Ромео бежать, но он заявляет, что он останется. В финальной кабалетте он умоляет ее бежать, но она продолжает настаивать. Оба уходят. 
Сцена 3: в другой части дворца
Капулетти празднуют приближающуюся свадьбу. Все собравшиеся присоединяются. Входит переодетый Ромео и говорит Лоренцо, который тут же узнает его, что он ожидает поддержки своих солдат, тысяча из которых одеты гибеллинами и имеют намерение помешать свадьбе. Лоренцо возражает ему, но неожиданно происходит вооруженное нападение Монтекки, которые ворвались во дворец, с ними Ромео. Джульетта одна, она оплакивает свое положение ("Tace il fragor"). Затем она видит Ромео, который появляется и снова уговаривает ее бежать с ним. Капеллио, Тебальт и гибеллины обнаруживают их, думая, что Ромео посланник Монтекки. Пока Джульетта пытается заслонить его от своего отца, Ромео гордо объявляет им свое настоящее имя. Входят Монтекки, чтобы защитить его. В финале, включающем всех участников обеих фракций, влюбленные, разделенные членами своих семей, надеются снова когда-нибудь увидеться ("Al furor che si ridesta"). Капеллио, Тебальт и Лоренцо становятся частью финального квинтета, сторонники обеих сторон присоединяются.  

### Акт 2
Сцена 1: в другой части дворца
Представленная соло виолончели, Джульетта ожидает новостей о сражении. Входит Лоренцо и говорит ей, что Ромео жив, и, что скоро ее увезут во дворец Тебальта. Он предлагает решение: Джульетта должна принять сонное зелье, из-за которого будет казаться, что она мертва. Затем ее отнесут в фамильный склеп, в котором, когда она очнется, ее будут ожидать Ромео и Лоренцо. В нерешительности, Джульетта обдумывает возможные решения ("Morte io non temo, il sai"), она выражает сомнения, но Лоренцо уговаривает ее принять зелье, потому что в любой момент может появиться ее отец. Забирая сосуд с зельем, Джульетта заявляет, что только смерть может забрать ее у ее жестокого отца. 
Со своими последователями появляется Капеллио, чтобы приказать ей уехать с Тебальтом на рассвете. Ее дамы умоляют его быть к ней снисходительнее. Заявляя, что она близка к смерти, Джульетта умоляет отца о снисхождении (кабалетта:"Ah! non poss'io partire"), но Капеллио непреклонен и приказывает ей идти в её комнату. Он также приказывает своим людям наблюдать за Лоренцо, который кажется ему подозрительным. Им следует не позволять ему контактировать с кем-либо.
Сцена 2: территория дворца
Оркестровое вступление предшествует выходу Ромео ("Deserto è il loco"). Он сетует на забывчивость Лоренцо, который не встретился с ним, как планировалось. Затем он слышит как кто-то приближается. Это Тебальт, начинается гневный дуэт двух мужчин ("Stolto! a un sol mio grido"). Когда они собираются начать бой, раздаются звуки погребальной процессии ("Pace alla tua bell'anima"). Они останавливаются и слушают, понимая что это процессия для Джульетты. В финальной кабалетте соперники едины в угрызениях совести и просят друг у друга о смерти, продолжая сражаться. 
Сцена 3: склеп Капулетти
Со своими сторонниками, Ромео входит в склеп Капулетти. Сторонники оплакивают смерть Джульетты. Чтобы попрощаться, Ромео просит открыть гробницу. Он также просит всех оставить его наедине с Джульеттой (романс: "Deh! tu, bell'anima"). Понимая, что единственный выход для него смерть, Ромео выпивает яд и ложится рядом с ней. Затем он слышит вдох и звук ее голоса. Джульетта очнулась и поняла, что Ромео ничего не знал о ее мнимой смерти и о плане Лоренцо. Уговаривая его идти с ней, Джульетта поднимается, но Ромео говорит, что останется здесь навсегда, объясняя, что он покончил с собой. В финальной кабалетте они обнимаются, затем Ромео умирает и Джульетта, не в силах жить без него, замертво падает на его тело. Капулетти и Монтекки врываются, обнаруживая мертвых возлюбленных. Капеллио спрашивает, кто виноват в этом. "Ты, жестокий человек" - отвечают ему все.  

## История постановок
Премьера оперы состоялась в Венеции в театре Ла Фениче 11 марта 1830 года. Успех был такой, что сообщения о прошедшей премьере появились в прессе уже на следующий день. За девять дней до закрытия сезона (с 11 по 20 марта) опера была исполнена 8 раз. Успех был неожиданным и для самого Беллини. После такого приема венецианцами на фронтисписе первого издания он написал такое посвящение «Катанийцам, которые далекого согражданина, в поте лица трудившегося на музыкальной стезе, щедрым проявлением чувств поддерживали, оперу эту счастливую на венецианских сценах, в знак сердечной благодарности и братской любви посвящает Венченцо Беллини».
В России опера была впервые поставлена в 1837 году в Санкт-Петербурге. Роль Ромео исполнила Анна Петрова-Воробьёва.

## Ноты и либретто
- I Capuletti ed I Montecchi : полная партитура (фортепиано) на сайте Парижской музыкальной библиотеки.
- I Capuletti ed I Montecchi : Либретто Феличе Романи на сайте Итальянские оперные либретто.